# Gruzínská písma
Gruzínská písma (gruzínsky ქართული დამწერლობა, Kartuli damcerloba) jsou tři písma, která se v současné době užívají k zápisu gruzínského jazyka, některých dalších kartvelských jazyků (megrelština, svanština a lazština) a příležitostně i osetštiny a abcházštiny, které se však většinou zapisují upravenou cyrilicí.
Gruzínský jazyk používal ve své historii tři druhy písma. Tato písma zapsaná do tabulky však mají přes svou odlišnost stejné názvy hlásek.

## Písma

### Asomtavruli

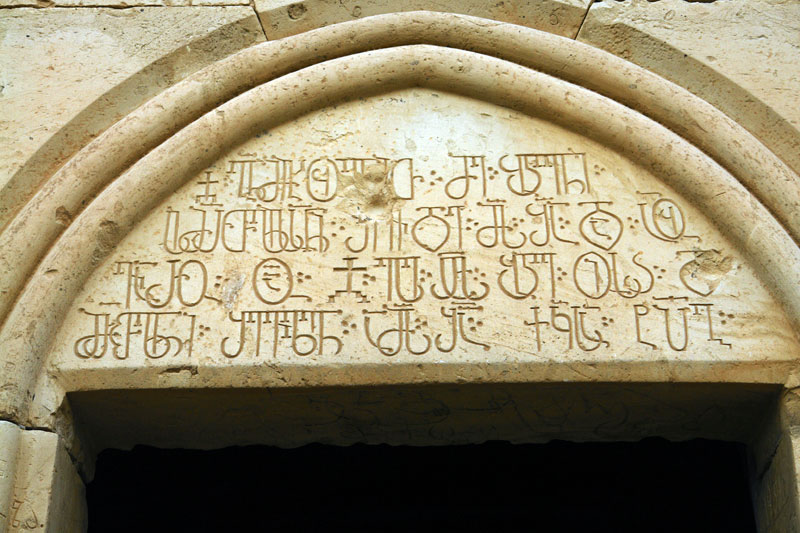
Starobylé gruzínské písmo asomtavruli nad branou kláštera Davida Garedži

Nejstarším gruzínským písmem je asomtavruli (ასომთავრული; Velká písmena), známé také jako mrgvlovani (მრგვლოვანი; Zakulacený).
Jeho vznik je spojen s příchodem křesťanství na území Gruzie (do tehdejšího království Iberie) počátkem 4. století. Gruzínští duchovní se totiž usnesli na vytvoření speciálního písma, které by umožnilo snadnější rozšíření křesťanského učení mezi prostý lid. Počátkem 5. století již písmo asomtavruli prokazatelně existovalo, protože se z té doby dochovaly nástěnné nápisy v betlémském gruzínském kostele zbudovaném roku 430 a v kostele Bolsini Sioni poblíž Tbilisi. Jeho autoři jsou však neznámí. Nejvýznamnější zmínka o původu gruzínského písma se nachází v díle arménského kronikáře a historika Koryuna z 5. století, který tvrdil, že autorem gruzínského písma byl Armén mistr Mesrop Maštoc, který je mimochodem autorem arménského písma. Někteří gruzínští vědci se ale domnívají, že písmo vytvořil už ve 3. století legendární starověký iberský král Parnavaz I. Písmo se nakonec přestalo používat v 9. až 10. století. Dnes se používá už jenom výjimečně jako ozdoba nebo na obalu knih.

### Nuschuri
Písmo Nuschuri (ნუსხური; Malá písmenka, minuskule) se poprvé objevilo v 9. století a sloužilo podobně jako asomtavruli k církevním účelům. Způsob tohoto zápisu byl pravděpodobně převzat ze severoíránského zápisu pahlaví, který sám byl navržen podle starého aramejského písma. V kombinaci s předešlým způsobem zápisu asomtavruli, který se použil pouze jako velké písmeno na začátku vět a názvů, dal vzniknout zápisu chucuri (ხუცური; církevní písmo), které se příležitostně dodnes používá.

### Mchedruli
| písmena mchedruli | písmena mchedruli | písmena mchedruli | písmena mchedruli | písmena mchedruli | písmena mchedruli | písmena mchedruli | písmena mchedruli | písmena mchedruli | písmena mchedruli | písmena mchedruli | písmena mchedruli | písmena mchedruli | písmena mchedruli |
| ----------------- | ----------------- | ----------------- | ----------------- | ----------------- | ----------------- | ----------------- | ----------------- | ----------------- | ----------------- | ----------------- | ----------------- | ----------------- | ----------------- |
| ა                 | ბ                 | გ                 | დ                 | ე                 | ვ                 | ზ                 | ჱ                 | თ                 | ი                 | კ                 | ლ                 | მ                 | ნ                 |
| ჲ                 | ო                 | პ                 | ჟ                 | რ                 | ს                 | ტ                 | ჳ                 | უ                 | ფ                 | ქ                 | ღ                 | ყ                 | შ                 |
| ჩ                 | ც                 | ძ                 | წ                 | ჭ                 | ხ                 | ჴ                 | ჯ                 | ჰ                 | ჵ                 | ჶ                 | ჷ                 | ჸ                 |                   |

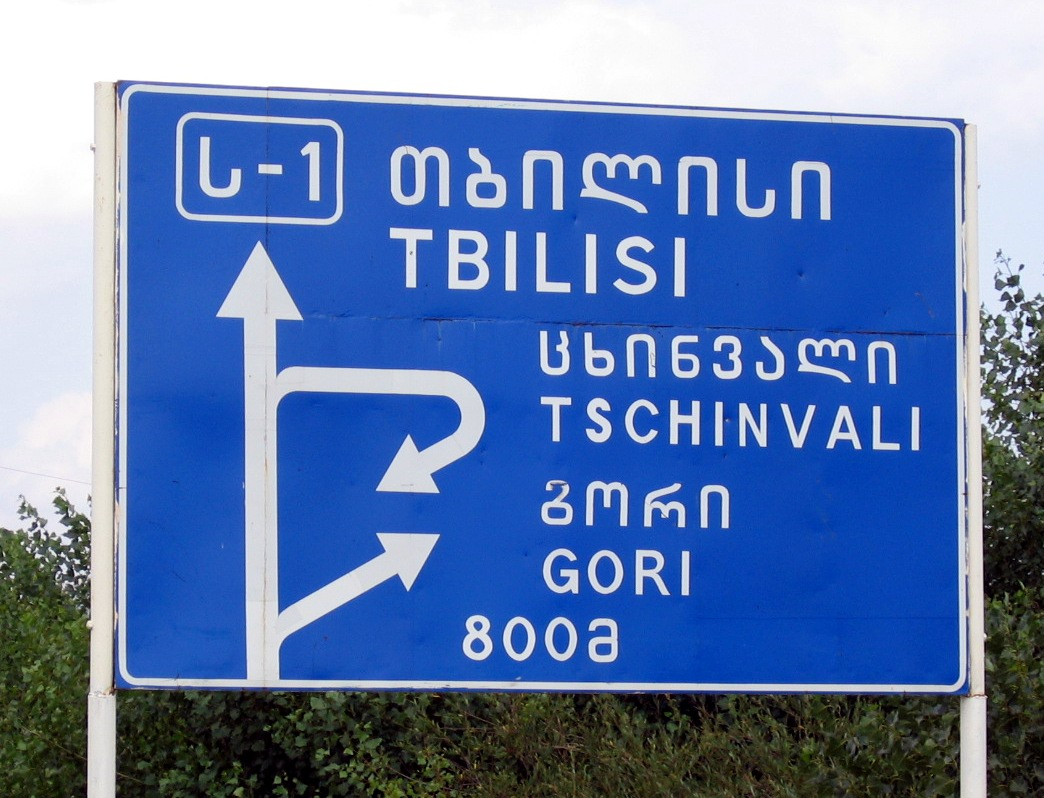
Dopravní značka z moderní doby s přepisy do latinky

Současné písmo mchedruli (მხედრული, sekulární nebo vojenské písmo) bylo vytvořeno na základě předešlých typů v 11. století a využívalo se výhradně k nenáboženským účelům. Od 18. století, když už chucuri přestalo vyhovovat i v náboženství, se mchedruli používá ve všech oblastech literatury. Písmo obsahuje celkem 40 písmen, z toho sedm se dnes již nepoužívá (v tabulce vyznačena červeně). Písmo nerozlišuje malá a velká písmena; někteří novodobí gruzínští spisovatelé 19. století sice rádi přidávali jako velká písmena do svých děl písmo asomtavruli, ale způsobili tím jen zmatky při čtení takových textů, takže se takováto „velká písmena“ v gruzínštině neujala. Místo toho Gruzínci raději napíší první písmeno ve větě trochu větší než ostatní.

## Transkripce
Zde je tabulka dnešní mchedrulijské abecedy. Obsahuje 33 písmen, která jsou konvertibilní s oběma dalšími způsoby zápisu gruzínštiny. Sedm zastaralých písmen v ní uvedeno není.
| Písmena | Unicode | Jméno | Čeština | ISO 9984 | BGN     | IPA   |
| ------- | ------- | ----- | ------- | -------- | ------- | ----- |
| ა       | U+10D0  | an    | A a     | A a      | А а     | /ɑ/   |
| ბ       | U+10D1  | ban   | B b     | B b      | B b     | /b/   |
| გ       | U+10D2  | gan   | G g     | G g      | G g     | /ɡ/   |
| დ       | U+10D3  | don   | D d     | D d      | D d     | /d/   |
| ე       | U+10D4  | en    | E e     | E e      | E e     | /ɛ/   |
| ვ       | U+10D5  | vin   | V v     | V v      | V v     | /v/   |
| ზ       | U+10D6  | zen   | Z z     | Z z      | Z z     | /z/   |
| თ       | U+10D7  | t'an  | T t     | T t      | T t     | /tʰ/  |
| ი       | U+10D8  | in    | I i     | I i      | I i     | /i/   |
| კ       | U+10D9  | kan   | K k     | K' k'    | K' k'   | /kʼ/  |
| ლ       | U+10DA  | las   | L l     | L l      | L l     | /l/   |
| მ       | U+10DB  | man   | M m     | M m      | M m     | /m/   |
| ნ       | U+10DC  | nar   | N n     | N n      | N n     | /n/   |
| ო       | U+10DD  | on    | O o     | O o      | O o     | /ɔ/   |
| პ       | U+10DE  | par   | P p     | P' p'    | P' p'   | /pʼ/  |
| ჟ       | U+10DF  | žan   | Ž ž     | Ž ž      | Zh zh   | /ʒ/   |
| რ       | U+10E0  | rae   | R r     | R r      | R r     | /r/   |
| ს       | U+10E1  | san   | S s     | S s      | S s     | /s/   |
| ტ       | U+10E2  | tar   | T t     | T' t'    | T' t'   | /tʼ/  |
| უ       | U+10E3  | un    | U u     | U u      | U u     | /u/   |
| ფ       | U+10E4  | p'ar  | P p     | P p      | P p     | /pʰ/  |
| ქ       | U+10E5  | kan   | K k     | K k      | K k     | /kʰ/  |
| ღ       | U+10E6  | ḡan   | G g     | Ḡ ḡ      | Gh gh   | /ɣ/   |
| ყ       | U+10E7  | qar   | Q q     | Q' q'    | Q' q'   | /qʼ/  |
| შ       | U+10E8  | šin   | Š š     | Š š      | Sh sh   | /ʃ/   |
| ჩ       | U+10E9  | č'in  | Č č     | Č č      | Ch ch   | /tʃ/  |
| ც       | U+10EA  | c'an  | C c     | C c      | Ts ts   | /ts/  |
| ძ       | U+10EB  | jil   | Dz dz   | J j      | Dz dz   | /dz/  |
| წ       | U+10EC  | cil   | C c     | C' c'    | Ts' ts' | /tsʼ/ |
| ჭ       | U+10ED  | čar   | Č č     | Č' č'    | Ch' ch' | /tʃʼ/ |
| ხ       | U+10EE  | xan   | Ch ch   | X x      | Kh kh   | /x/   |
| ჯ       | U+10EF  | ǰan   | Dž dž   | J̌ ǰ      | J j     | /dʒ/  |
| ჰ       | U+10F0  | hae   | H h     | H h      | H h     | /h/   |